# Luxfera

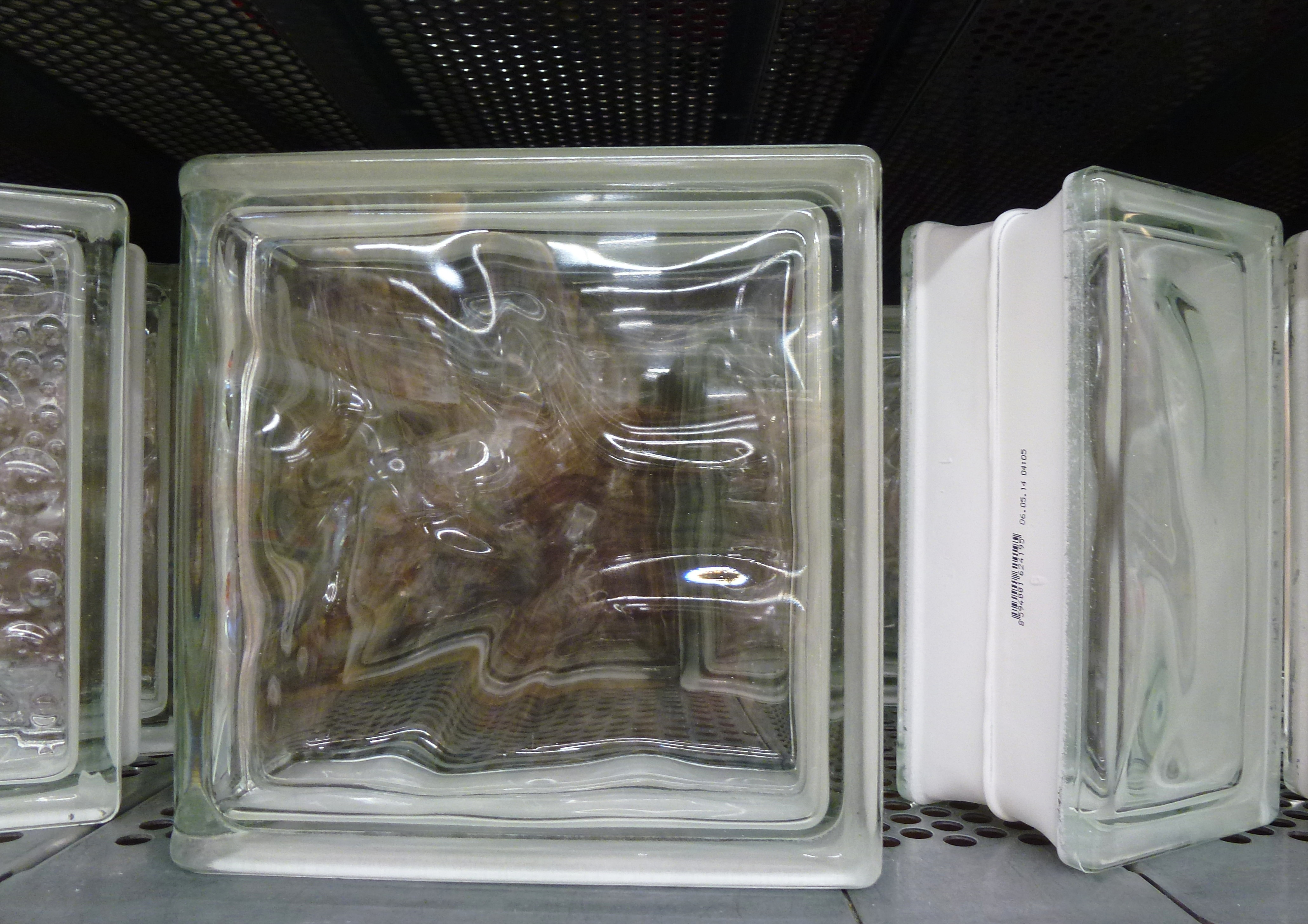
Luxfery (Švédsko)

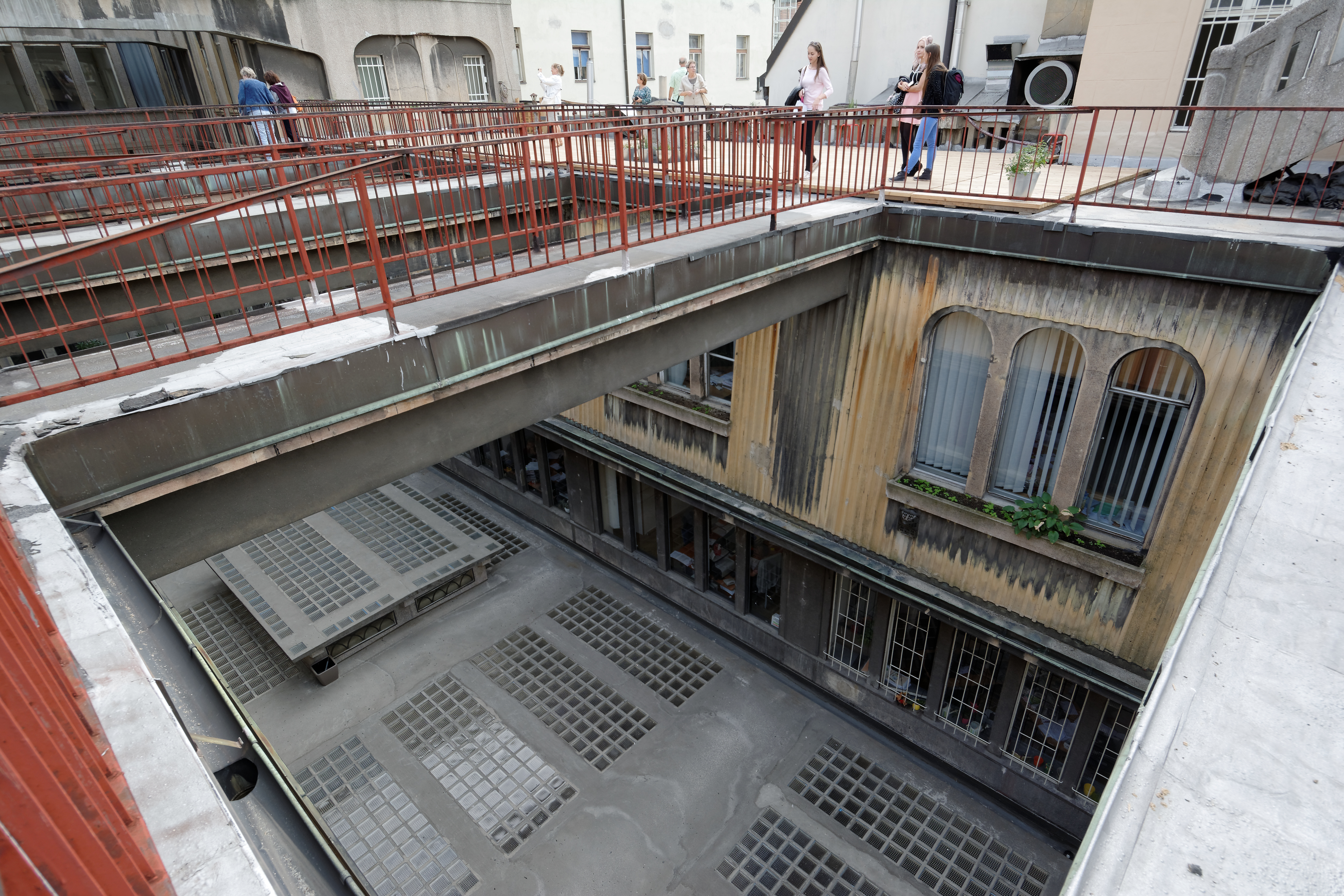
Pasáž paláce Lucerna, pohled shora na luxfery

Dutá skleněná tvárnice, běžně též luxfera (dle obchodní značky Luxfer) nebo sklobetonka je skleněný stavební dílec používaný ke zdění průsvitných svislých i vodorovných sklobetonových konstrukcí. Stavební prvek je obvykle vyráběný ze dvou shodných skleněných částí, které jsou k sobě za tepla přiloženy a vytvoří uzavřený vzduchotěsný prostor s mírným podtlakem. Na starších stavbách (zejména u stropních konstrukcí) se můžeme setkat také s tvárnicemi neuzavřenými, pouze se zesílenými hranami.

## Termín a historie
Termín pochází z latinského: lux = světlo, ferro = nesu a byl použit pro skleněné tvárnice a název první a dosud existující americké firmy Luxfer, kterou založil James G. Pennycuick (psán také Pennycuck) roku 1897 v Bostonu ve státě Massachusetts. Pocházel ze Skotska a do Spojených států přicestoval s projektem, na který 4. října roku 1881 získal patent. Popsal jej jako hranolové skleněné cihly nebo dlaždice ke stavbě prosvětlených kleneb, stropů a zdí. Technicky jej zdokonalil dalšími dvěma patenty z let 1882 a 1884. Pennycuicka předcházely tři skleněné projekty: Křišťálový palác pro první světovou výstavu v Londýně (1851) měl pouze ploché skleněné tabulky, které byly příliš křehké a chyběla jim tepelná izolace, stejně jako stropy divadelních sálů v Théâtre-Lyrique a Théâtre du Châtelet v Paříži (1874).
V českých zemích patřila k nejstarším realizacím luxfer pasáž Paláce Lucerna v Praze z let 1907–1920, a vestibul kavárny Louvre, navržený roku 1925, obojí podle projektu Matěje Blechy. K progresivním výrobcům luxfer patřily české sklárny již před vznikem Československa, a to Josef Innwald a Synové Salomona Fischmanna v Teplicích–Šanově, kteří roku 1938 vydali specializovaný katalog luxfer, v němž je označují termínem „skleněné vlýsky a kameny“.

## Technologie a vlastnosti

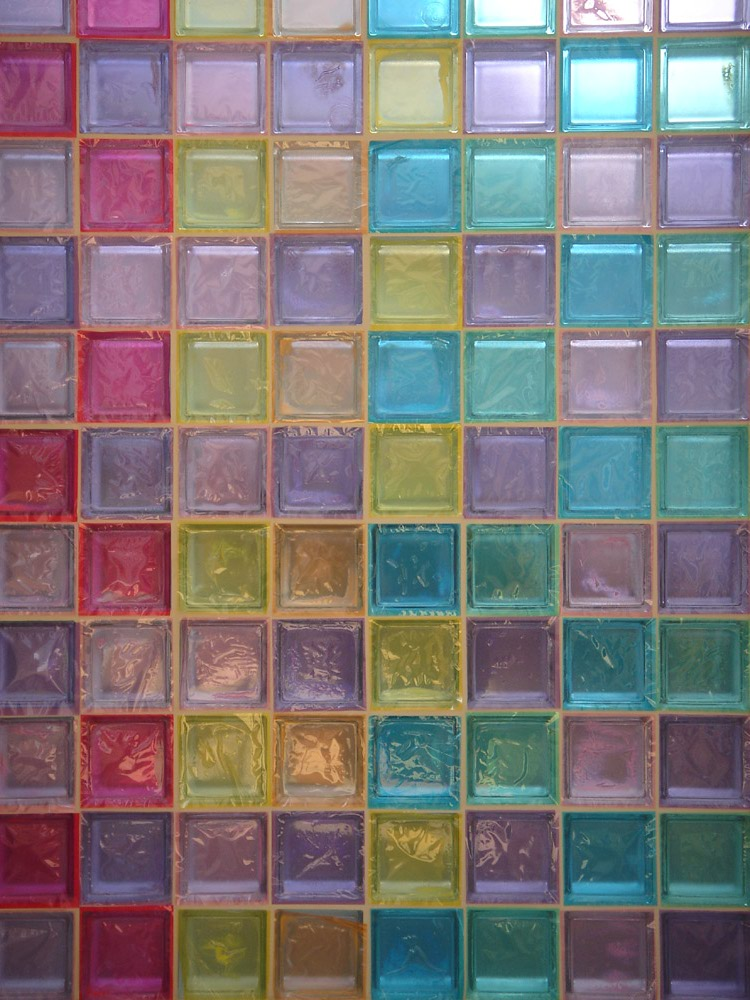
Barevné luxfery

Skleněné tvárnice charakterizuje jejich výrobní technologie: jde o dvouplášťové strojově lisované sklo, které má žádoucí vlastnosti: rozměr, barvu, dekor a povrchovou úpravu. Z fyzikálních vlastností je důležitá hmotnost, tepelný odpor, světelná propustnost, index zvukové neprůzvučnosti a požární odolnost sklobetonových konstrukcí z luxfer.
Rozměrů skleněných tvárnic je velmi mnoho. Typickým rozměrem luxfery je 190 × 190 × 80 mm. Speciálním případem jsou ukončovací a rohové tvarovky.
Barva skleněné tvárnice je docílena pomocí dvou různých technologií. Typicky je obarveno již samotné rozžhavené sklo, přidáním speciálních pigmentů. Výsledná barva je potom velmi stabilní, odolná externím vlivům UV záření a změny teplot. Druhou možností je vstříknutí syntetické barvy do již hotového a vychladlého odlitku. Tato výrobní technologie je charakteristická pro českého výrobce Vitrablok. Výsledná barva je potom sytější a je možné zaručit naprosto shodný výrobní odstín během celého výrobního cyklu. Nevýhodou této technologie je potom menší odolnost vůči atmosférickým vlivům, které se projeví např. blednutím při dlouhodobém osvitu sluncem.
Dekory jsou vytvářeny pomocí forem, ze kterých je skleněný odlitek vytvořen. V současnosti jsou již dekory téměř výhradně tvořeny na vnitřní straně tvárnice, což usnadňuje její údržbu a zamezuje hromadění nečistot.
Povrchovou úpravou skleněné tvárnice je její matování. Matování se provádí v konečné fázi výroby. Matované tvárnice se stávají zcela neprůhlednými, při zachování jisté průsvitnosti (světelné propustnosti). Tohoto efektu se dosahuje narušením skleněného povrchu pískováním nebo leptáním kyselinou.

## Použití

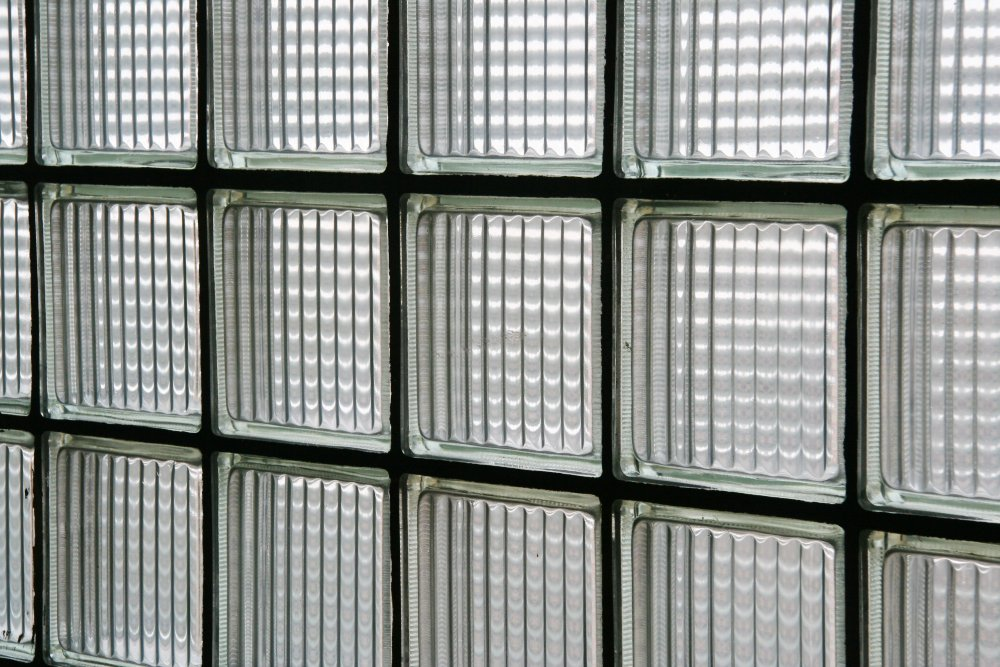
Stěna ze skleněných tvárnic
sklobetonová stěna

Skleněné tvárnice se používají ve stavebnictví jako součást sklobetonu na průhledné a průsvitné příčky a stropní konstrukce. Podle užití se dělí na vertikální a horizontální luxfery. Vertikální luxfery jsou používány k montáži do svislých stavebních konstrukcí (příčky, výplně otvorů), horizontální luxfery se používají do vodorovných konstrukcí jako jsou podlahy a stropy. Důraz je zde kladen na pevnost a tvrdost skla.
Typické použití skleněných tvárnic je na fasádách objektů k výplním stavebních otvorů, nebo jako dělicích příček v interiérech či do sprchových koutů. Díky relativně menším rozměrům a mnoha druhům jsou skleněné tvárnice velmi variabilní a příčky z nich postavené mohou mít různé tvary, rozměry a vlastnosti.

### Montáž
Montáž skleněných tvárnic se provádí klasickým zděním do betonu. Tvárnice se osazují na střih protože v průběžné svislé spáře je výztuž. V současnosti existuje mnoho pomůcek, které montáž usnadňují. Pro dodržení stejné tloušťky spáry slouží distanční křížky. Rychletuhnoucí pojiva nahrazují beton. Existuje také mnoho komerčních systémů pro jejich snadnější montáž. Možností je také výroba prefabrikovaných panelů. Ve stavbách se zhoršenou statikou zdiva (staré budovy, poruchy podloží, oblasti častých seismických aktivit) se do pojiva přidávají plastové kuličky (dříve piliny), aby spáry pružily a vyloučily možnost praskání luxfer.

## Výrobci
Mezi výrobce skleněných tvárnic patří nadnárodní koncern SEVES, pod který spadá italský výrobní závod Vetroarredo, český Vitrablok z Duchcova, německý Weck, francouzský La Rochere, indonéská Mulia, ruský Star Glass, americký Corning, čínský Dezhou Zhenhua nebo polský Vitrosilikon.